# 承安铺站
承安铺站是一个京广线上的铁路车站，位于河北省石家庄市新乐市承安镇，建于1902年，目前为四等站，邮政编码为050701。目前客运：办理旅客乘降；行李、包裹托运；货运：办理整车货物发到。